# Puchar Interkontynentalny w piłce nożnej 1964
Mecze o Puchar Interkontynentalny 1964 zostały rozegrane 9, 23 i 26 września 1964 pomiędzy Interem Mediolan, zwycięzcą Pucharu Europy Mistrzów Klubowych 1963/64 oraz Independiente, triumfatorem Copa Libertadores 1964. Inter wygrał rywalizację, przegrywając 0:1 w pierwszym meczu w Avellanedzie, wygrywając 2:0 w rewanżu w Mediolanie oraz 1:0 w dodatkowym meczu po dogrywce w Madrycie.

## Szczegóły meczu

### Pierwszy mecz
| 9 września 1964 | Independiente · Rodríguez 59' | 1:00:0 | Inter Mediolan | Estadio Libertadores de América, Avellaneda Widzów: 65.000 Sędzia: Armando Marques |
|                 |                               |        |                |                                                                                    |

| INDEPENDIENTE  |  |                      |
|                |  |                      |
| BR             |  | Miguel Ángel Santoro |
| OB             |  | Juan Carlos Guzmán   |
| OB             |  | Tomás Rolan Barrios  |
| OB             |  | Roberto Ferreiro     |
| OB             |  | David Acevedo        |
| PO             |  | Jorge Maldonado      |
| PO             |  | Raúl Bernao          |
| PO             |  | Osvaldo Mura         |
| NA             |  | Pedro Prospitti      |
| NA             |  | Mario Rodríguez      |
| NA             |  | Raúl Savoy           |
| Trener:        |  |                      |
| Manuel Giudice |  |                      |

| INTER MEDIOLAN  |  |                        |
|                 |  |                        |
|                 |  |                        |
| BR              |  | Giuliano Sarti         |
| OB              |  | Tarcisio Burgnich      |
| OB              |  | Giacinto Facchetti     |
| OB              |  | Carlo Tagnin           |
| OB              |  | Aristide Guarneri      |
| PO              |  | Armando Picchi         |
| PO              |  | Jair da Costa          |
| PO              |  | Sandro Mazzola         |
| PO              |  | Joaquín Peiró          |
| NA              |  | Luis Suárez Miramontes |
| NA              |  | Mario Corso            |
| Trener:         |  |                        |
| Helenio Herrera |  |                        |

### Drugi mecz
| 23 września 1964 | Inter Mediolan · Mazzola 8' · Corso 39' | 2:0 | Independiente | San Siro, Mediolan Widzów: 50.134 Sędzia: Jenő Gere |
|                  |                                         |     |               |                                                     |

| INTER MEDIOLAN  |  |                        |
|                 |  |                        |
|                 |  |                        |
| BR              |  | Giuliano Sarti         |
| OB              |  | Tarcisio Burgnich      |
| OB              |  | Giacinto Facchetti     |
| OB              |  | Saul Malatrasi         |
| OB              |  | Aristide Guarneri      |
| PO              |  | Armando Picchi         |
| PO              |  | Jair da Costa          |
| PO              |  | Sandro Mazzola         |
| PO              |  | Aurelio Milani         |
| NA              |  | Luis Suárez Miramontes |
| NA              |  | Mario Corso            |
| Trener:         |  |                        |
| Helenio Herrera |  |                        |

| INDEPENDIENTE  |  |                      |
|                |  |                      |
| BR             |  | Miguel Ángel Santoro |
| OB             |  | Raúl Decaría         |
| OB             |  | José Paflik          |
| OB             |  | Roberto Ferreiro     |
| OB             |  | David Acevedo        |
| PO             |  | Jorge Maldonado      |
| PO             |  | Luis Ernesto Suárez  |
| PO             |  | Osvaldo Mura         |
| NA             |  | Pedro Prospitti      |
| NA             |  | Mario Rodríguez      |
| NA             |  | Raúl Savoy           |
| Trener:        |  |                      |
| Manuel Giudice |  |                      |

### Dodatkowy mecz
| 26 września 1964 | Inter Mediolan · Corso 110' | 1:0 Dogr.0:0 | Independiente | Santiago Bernabéu, Madryt Widzów: 45.000 Sędzia: José María Ortiz |
|                  |                             |              |               |                                                                   |

| INTER MEDIOLAN  |  |                        |
|                 |  |                        |
|                 |  |                        |
| BR              |  | Giuliano Sarti         |
| OB              |  | Carlo Tagnin           |
| OB              |  | Giacinto Facchetti     |
| OB              |  | Saul Malatrasi         |
| OB              |  | Aristide Guarneri      |
| PO              |  | Armando Picchi         |
| PO              |  | Angelo Domenghini      |
| PO              |  | Joaquín Peiró          |
| PO              |  | Aurelio Milani         |
| NA              |  | Luis Suárez Miramontes |
| NA              |  | Mario Corso            |
| Trener:         |  |                        |
| Helenio Herrera |  |                        |

| INDEPENDIENTE  |  |                      |
|                |  |                      |
| BR             |  | Miguel Ángel Santoro |
| OB             |  | Raúl Decaría         |
| OB             |  | José Paflik          |
| OB             |  | Juan Carlos Guzmán   |
| OB             |  | David Acevedo        |
| PO             |  | Jorge Maldonado      |
| PO             |  | Luis Ernesto Suárez  |
| PO             |  | Raúl Bernao          |
| NA             |  | Pedro Prospitti      |
| NA             |  | Mario Rodríguez      |
| NA             |  | Raúl Savoy           |
| Trener:        |  |                      |
| Manuel Giudice |  |                      |

| Puchar Interkontynentalny (1964) |
| -------------------------------- |
| Włochy                           |
| Inter Mediolan Pierwszy Tytuł    |